# Rema Lapouse Award
Rema Lapouse Award är ett pris som instiftades 1972 av den amerikanske läkaren Milton Terris till minne av hans hustru Reme Lapouse. Priset tilldelas framstående forskare som har gjort viktiga upptäckter inom psykiatri och epidemiologi. Priset är sponsrat av American Public Health Associations avdelning för psykisk hälsa, epidemiologi och statistik i Washington D.C., USA.

## Pristagare
- 1972 - H. Warren Dunham
- 1973 - Morton Kramer
- 1974 - Paul V. Lemkau
- 1975 - Alexander H. Leighton
- 1976 - Ernest M. Gruenberg
- 1977 -
- 1978 - Olle Hagnell
- 1979 - Lee Robins
- 1980 - Norman Sartorius
- 1981 - Bruce Dohrenwend, Barbara Dohrenwend
- 1982 -
- 1983 - Michael Shepherd, Michael Shepherd
- 1984 - Ming Tso Tsuang
- 1985 - Myrna M. Weissman
- 1986 - Michael Rutter
- 1987 -
- 1988 - Janice Egeland
- 1989 - Evelyn J. Bromet
- 1990 -
- 1991 -
- 1992 - R. Jay Turner
- 1993 - Jane Murphy Leighton
- 1994 - George Brown
- 1995 -
- 1996 - Sheppard Kellam
- 1997 - Ronald C. Kessler
- 1998 - Spero M. Manson
- 1999 - Elizabeth Jane Costello
- 2000 - William W. Eaton
- 2001 - Dan German Blazer
- 2002 - Kenneth S. Kendler
- 2003 - David Mechanic
- 2004 - C. Hendricks Brown
- 2005 - Mervyn Susser
- 2006 - Felton James Earls
- 2007 - Bruce G. Link
- 2008 - Terrie Moffitt, Avshalom Caspi
- 2009 - Glorisa Canino
- 2010 - Kung-yee Liang
- 2011 - Ezra Susser
- 2012 - Robert D. Gibbons
- 2013 - William A. Vega
- 2014 - Patrick Shrout
- 2015 - Sandro Galea